# Hydroacetate
Hydroacetate sind in der Chemie eine Stoffgruppe analog z. B. der Hydrohalogenide. Darunter fallen die Salze der Essigsäure mit organischen Basen, aber auch anorganische Adduktverbindungen mit dieser. Verwechslungsgefahr besteht mit in der Pharmazie oft (nicht nomenklaturgerecht) mit dem Suffix -acetat und ggf. zusätzlich dem Präfix Hydro- gebildeten Stoffbezeichnungen für Essigsäureester von Hydroxygruppen enthaltenden Arzneistoffen wie zum Beispiel Hydrocortisonacetat oder Clostebolacetat.